# Peter Thumb

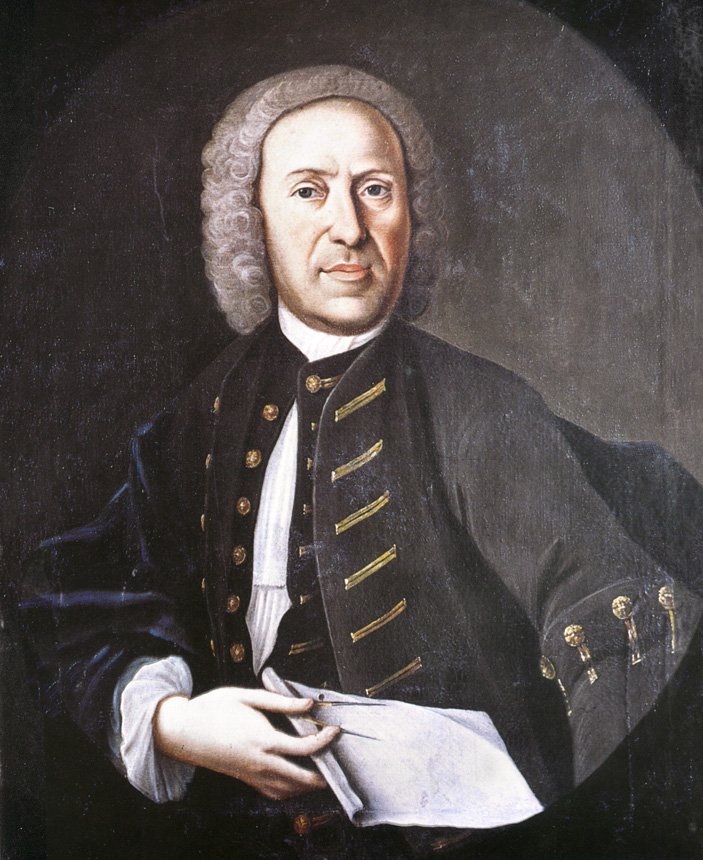
Peter Thumb por volta de 1740.

Peter Thumb (1681-1767) foi um arquiteto austríaco cuja família veio de Vorarlberg, a parte mais ocidental da Áustria atualmente. Ele é mais conhecido por sua arquitetura rococó, principalmente no sul da Alemanha.  Exemplos notáveis de seu trabalho incluem a igreja de peregrinação em Birnau, no Lago Constança, e a biblioteca do mosteiro na Abadia de Saint Gall, Saint Gallen, Suíça. 
Seus trabalhos incluem: 
- Abadia de St. Trudpert: a nave da igreja da abadia, por volta de 1715-22, e os edifícios conventuais, 1738–39
- Abadia de Königsbrück: a igreja da abadia, 1721 (não existe mais)
- Abadia de Ebersmunster: a igreja da abadia, 1727
- Abadia de São Pedro na Floresta Negra: a igreja da abadia, 1724-1727, e a biblioteca, 1737-1739
- Igreja de Peregrinação em Birnau, 1746–50
- Abadia de São Galo: biblioteca, 1757-67 [2]